# 小林誠一 (陸軍軍人)
小林 誠一（こばやし せいいち、1900年（明治33年）6月29日 - 1974年（昭和49年）3月7日）は、大日本帝国陸軍軍人。最終階級は陸軍少将。

## 経歴
新潟県出身。1921年（大正10年）7月、陸軍士官学校第33期卒業。
陸軍航空技術研究所所員を経て、1941年（昭和16年）8月、陸軍大佐に進む。翌年の1942年（昭和17年）10月、第6航空技術研究所研究員となり、1945年（昭和20年）6月10日、陸軍少将に進級した。
1947年（昭和22年）11月28日、公職追放仮指定を受けた。